# Bahnstrecke Rohatec–Sudoměřice nad Moravou
| Kursbuchstrecke (SŽ): | 343                  |                                       |                                       |
| Streckenlänge: | 5,400 km             |                                       |                                       |
| Spurweite: | 1435 mm (Normalspur) |                                       |                                       |
| Streckenklasse: | B2                   |                                       |                                       |
| |                      |                                       |                                       |
| \| \| \| von Břeclav (vorm. KFNB) \| \| \| \| 0,000 \| Rohatec \| Rohatec \| \| \| \| nach Petrovice u Karviné (vorm. KFNB) \| \| \| \| 1,375 \| Rohatec zastávka \| Rohatec zastávka \| \| \| \| Morava \| \| \| \| \| Silnice I/55 \| \| \| \| \| Baťův kanál \| \| \| \| \| von Devínska Nová Ves \| \| \| \| 5,400 \| Sudoměřice nad Moravou \| Sudoměřice nad Moravou \| \| \| \| nach Veselí nad Moravou (vorm. StEG) \| \| |                      |                                       |                                       |
| Strecke |                      | von Břeclav (vorm. KFNB)              | von Břeclav (vorm. KFNB)              |
| Bahnhof | 0,000                | Rohatec                               | Rohatec                               |
| Abzweig geradeaus und nach links |                      | nach Petrovice u Karviné (vorm. KFNB) | nach Petrovice u Karviné (vorm. KFNB) |
| Haltepunkt / Haltestelle | 1,375                | Rohatec zastávka                      | Rohatec zastávka                      |
| Brücke über Wasserlauf |                      | Morava                                | Morava                                |
| Strecke mit Straßenbrücke |                      | Silnice I/55                          | Silnice I/55                          |
| Brücke über Wasserlauf |                      | Baťův kanál                           | Baťův kanál                           |
| Abzweig geradeaus und von rechts |                      | von Devínska Nová Ves                 | von Devínska Nová Ves                 |
| Bahnhof | 5,400                | Sudoměřice nad Moravou                | Sudoměřice nad Moravou                |
| Strecke |                      | nach Veselí nad Moravou (vorm. StEG)  | nach Veselí nad Moravou (vorm. StEG)  |

Die Bahnstrecke Rohatec–Sudoměřice nad Moravou ist eine Hauptbahn („celostátní dráha“) in Tschechien, die ursprünglich von der k.k. priv. Kaiser Ferdinands-Nordbahn (KFNB) als  Lokalbahn Rohatetz–Strassnitz erbaut und betrieben wurde. Sie verläuft von Rohatec (Rohatetz) nach Sudoměřice (Sudoměřitz). 

## Geschichte
Die Konzession für die Lokalbahn Rohatetz–Strassnitz erhielt die KFNB am 19. März 1888 gemeinsam mit den Strecken Drösing–Zistersdorf, Göding–Aerialtabakfabrik, Hotzendorf–Neutitschein und Golleschau–Ustron. Teil der Konzession war die Verpflichtung, die Strecke bis zum 30. Juni 1889 fertigzustellen und „dem öffentlichen Verkehre zu übergeben“. Ausgestellt war die Konzession bis zum 31. Dezember 1975. Eröffnet wurde die Strecke am 1. Oktober 1889. Den Betrieb führte die KFNB selbst aus.

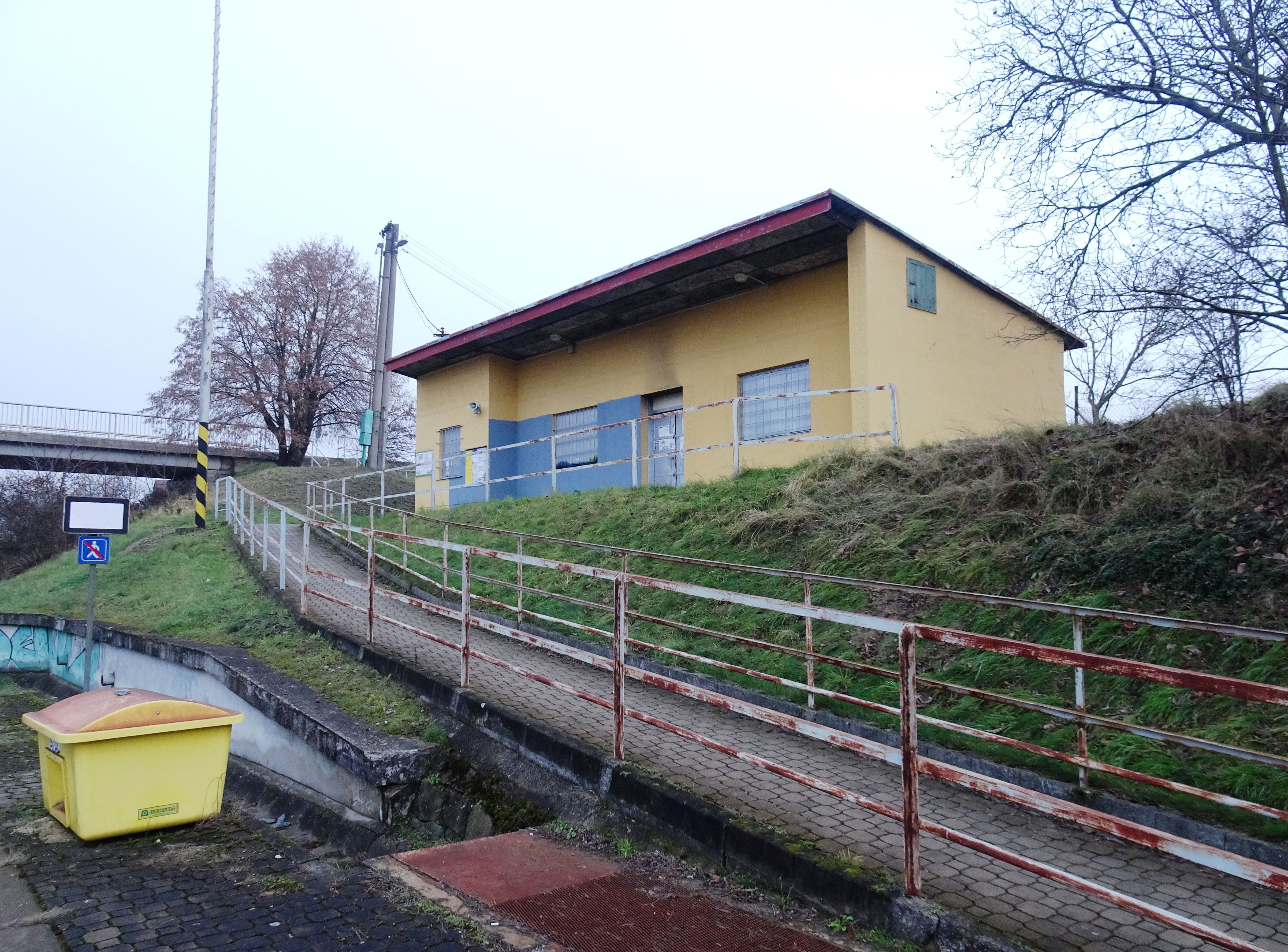
Haltestelle Rohatec zastávka (2012)

Nach der Verstaatlichung der KFNB am 1. Jänner 1906 gehörte die Strecke zum Netz der k.k. Staatsbahnen (kkStB). Ab 1. Jänner 1907 übernahmen die kkStB auch die Betriebsführung. Im Jahr 1912 wies der Fahrplan der Lokalbahn fünf gemischte Zugpaare 2. und 3. Klasse aus, die sämtlich von und nach Strassnitz durchgebunden waren. Sie benötigten für die sechs Kilometer lange Strecke 17 Minuten.
Nach dem Ersten Weltkrieg kam die Strecke zu den neu gegründeten Tschechoslowakischen Staatsbahnen (ČSD). Der Winterfahrplan von 1937/38 verzeichnete nur drei Zugpaare 3. Klasse.
Im Zweiten Weltkrieg lag die Strecke zur Gänze im Protektorat Böhmen und Mähren. Betreiber waren jetzt die Protektoratsbahnen Böhmen und Mähren (ČMD-BMB). In diese Zeit fällt eine signifikante Verdichtung des Fahrplanes. Bis zu acht Zugpaare bedienten die Strecke. Am 9. Mai 1945 kam die Strecke wieder vollständig zu den ČSD.
Am 1. Januar 1993 ging die Strecke im Zuge der Auflösung der Tschechoslowakei an die neu gegründeten České dráhy (ČD) über. Seit 2003 gehört sie zum Netz des staatlichen Infrastrukturbetreibers Správa železniční dopravní cesty (SŽDC).
Im Fahrplan 2017 wurde die Strecke täglich im Zweistundentakt von Personenzügen der Linie S91 (Hodonín–Javorník nad Veličkou) bedient. Werktags verdichteten weitere Züge das Angebot zu einem teilweisen Stundentakt.